# Szombathely autóbuszvonal-hálózata
Szombathely autóbuszvonal-hálózatát 2022. január 1. óta a Blaguss Agora üzemelteti. Korábban a Volánbusz, előtte az ÉNYKK Zrt., azt megelőzően pedig a Vasi Volán volt az üzemeltető.

## Vonalak
2022. augusztus 1-től a következő vonalak közlekednek:
- 1U: Vasútállomás – Bogát – Bükkfa utca – Vasútállomás
- 2A: Vasútállomás – Váci Mihály utca – Brenner Tóbiás krt. – Vasútállomás
- 2C: Vasútállomás – Brenner Tóbiás krt. – Váci Mihály utca – Vasútállomás
- 5: Minerva lakópark – Vasútállomás – Berzsenyi Könyvtár – Oladi városrész – Derkovits városrész
- 6: Minerva lakópark – Vasútállomás – Újperint
- 7: Minerva lakópark – Vasútállomás – Újperint – Nárai út[5]
- 8: Zanat – Vasútállomás – Autóbusz-állomás
- 9: Vasútállomás – Joskar-Ola városrész – Oladi városrész – Derkovits városrész
- 12: Herény – Vasútállomás – Bogát – Bükkfa utca – Vasútállomás – Herény
- 20: Vasútállomás – Városháza – Középhegyi út – Oladi iskolák[5]
- 21: Herény – Vasútállomás – Bükkfa utca – Bogát – Vasútállomás – Herény
- 21A: Vasútállomás – Hunyadi utca – Bükkfa utca – Bogát, szociális otthon – Vasútállomás
- 22: Vasútállomás – Kilátó út – Aranypatak lakópark – Minerva lakópark – Herény[5]
- 23: Zanat – Vasútállomás – Autóbusz-állomás – Petőfi telep[5]
- 27/27A: Zanat – Vasútállomás – Parkerdő lakópark[5]
- 29A: Vasútállomás – Szűrcsapó utca – Brenner Tóbiás krt. – Joskar-Ola városrész – Vasútállomás
- 29C: Vasútállomás – Joskar-Ola városrész – Brenner Tóbiás krt. – Szűrcsapó utca – Vasútállomás
- 30Y: Minerva lakópark – Vasútállomás – Olad

A következők úgynevezett hivatásforgalmú vonalak, amit jelzésükben a „H” jelöl:
- 4H: Oladi városrész – Derkovits városrész – BPW-Hungária Kft.
- 5H: Oladi városrész – Derkovits városrész – Ipartelep[5]
- 7H: Arany János utca – Rumi út 142.
- 8H: Oladi városrész – Derkovits városrész – Joskar-Ola városrész – iVy Technology Kft. (Vépi út)
- 10H: Oladi városrész – Derkovits városrész – Vasútállomás – Vásártér utca